# آليات تقوية المواد

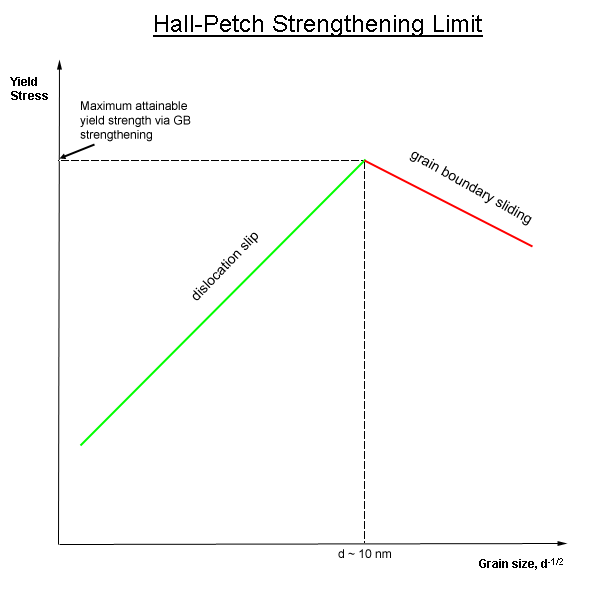

لقد ابتكر العلماء العديد من الطرق للتحكم في الخواص المختلفة للمعادن -مثل الصلادة والليونة وكذلك اجهاد الخضوع- وذلك للعديد من المواد البلوريه والغيرمتبلوره مما يفتح المجال لاعادة النظر في استخدام هذه المواد في العديد من التطبيقات الهندسية والصناعيه المختلفة وهذه الطرق تسمى اليات تقوية المواد. ولقد اعطت هذه الاليات للمهندسين القدرة على تعديل الخصائص الميكانيكية للمواد مما يناسب التطبيقات المختلفة. ولعل من أشهر الامثله على ذلك تغلغل ذرات الكربون داخل الحديد والتي تنتج صلبا ذات خواص أفضل بكثير من خواص المكونات الأصلية.وكذلك فان سبيكة النحاس والزنك لديها خصائص ميكانيكية أفضل مقارنة بالمعادن الأصلية المكونة لهذه السبيكة وذلك ناتج من تقوية المعدن بطريقة المحلول الجامد.

## كيف يكون المعدن اقوى؟
ان التشكل اللدن يحدث عندما يتحرك عدد كبير من مستويات الانزلاق على بعضها فيحدث اختلال في التركيب البللورى مما يؤدى إلى تشكل المادة وذلك يعنى ان التشكل يحدث عن طريق الانخلاعات التي تحدث في المادة. لذلك فاننا إذا أردنا تحسين الخواص الميكانيكية للمواد (مثل اجهاد الخضوع واجهاد الشد)فاننا نحتاج إلى اليات تقوم بمنع حركة هذه الانخلاعات وبالتالى اعاقة تشكل المادة والذي يؤدى لتحسين الخصائص الميكانيكية لها وبالتالى تصبح المادة اقوى.

## اليات تقوية المواد

### التشكيل على البارد:-
ويعنى تحسين الخصائص الميكانيكية للماده عن طريق تشكيلها على البارد بعمليات التشكيل المختلفة.والسبب الاساسى في حدوث هذا التحسن هو اعاقة حركة الانخلاعات.فعندما تتولد اجهادات داخل المادة يحدث تفاعل بين هذه الانخلاعات وبالتالى تقل المسافات المتوسطة بينها وتبدأ في اعاقة حركة بعضها البعض مما يؤدى زيادة اجهاد الخضوع وبالتالى تحسين الخصائص الميكانيكية للماده. وهناك علاقه تربط بين كثافة هذه الانخلاعات واجهاد الخضوع:
```
  
(½^σ=G.|b|.(ρ
```

حيث:-

```
G : معامل الجساءه 
 b : متجه بيرجر
 ρ : كثافة الانخلاع
```

فبزيادة كثافة الانخلاعات يزداد اجهاد الخضوع مما ينتج عنه زيادة اجهاد القص المطلوب لتحريك هذه الانخلاعات. وذلك ملاحظ بكثره في عند تشغيل المعادن. ونظريا فان اجهاد المادة التي لا تحتوى على انخلاعات سيكون كبير للغايه لان التشكل سوف يتطلب كسر العديد من السندات في وقت واحد. وعند تعديل كثافة الانخلاعات لتصبح (10^7-10^9انخلاع/المتر المربع) فان المادة ستصبح اقل اجهادا. ولكن عندما تصبح كثافة الانخلاعات (10^14انخلاع/المتر المربع) أو اعلى فان الإجهاد يزيد مره أخرى. ويجب ملاحظة ان كثافة الانخلاعات لا يمكن زيادتها إلى مالانهايه لان المادة عند ذلك ستفقد الهيكل البللورى لها.
ويوجد امثله متعددة على استخدام التشكيل على البارد في زيادة صلابة المواد مثل عمليات البثق والتي تنتج مواد ذات صلابه عاليه وكذلك عمليات درفلة القلاوظ ينتج عنها منتجات ذات مقاومه عاليه لتركيز الإجهادات بالمقارنة بالمنتجات المنتجة بالتشغيل.وكذلك عمليات التشكيل الأخرى مثل الدرفله على البارد وسحب الأسلاك والسحب العميق ينتج عنها منتجات أفضل في خصائصها الميكانيكية.

### التقوية عن طريق المحلول الجامد:-
وهو نوع من أنواع التسابك يستخدم لتحسين الإجهاد للمعادن النقيه.ويتم عن طريق اضافه ذرات عنصر ما (عنصر التسابك) إلى الشبكة البللوريه لعنصر اخر (معدن الاساس). ويقوم العنصر الدخيل بالانتشار داخل الشبكة البللوريه لمعدن الاساس مكونا المحلول الجامد.في معظم النظم الثنائيه عند التسابك فوق تركيز معين يتكون طور اخر. وعندما يزيد ذلك من الإجهاد الأقصى للماده فان هذه العملية تسمى بالتقوية بالغمر. ولكن عادة لا تكون الحالة هكذا.

#### انواعه
يتم التقسيم على حسب حجم العنصر المضاف إلى محلول جامد بالتغلغل ومحلول جامد بالإحلال وفي كلتا الحالتين فان الهيكل البللورى يبقى دون تغيير اساسى.

##### المحلول الجامد بالإحلال
وتحدث التقوية عندما تكون ذره العنصر المضاف كبيره بشكل يكفى لاحلالها محل ذرة المعدن الاصلى (المذيب). وطبقا لقواعد (هيم ريزرى) فان الفرق في الحجم الذرى بين ذرات المذيب والمذاب يجب ان يكون اقل من 15٪ لتكوين هذا النوع. وحيث يتم دمج العنصرين في شبكه بللوريه واحده فان العنصرين في صورتهم النقيه يجب ان يكون لهم نفس التركيب البللورى. ومن امثلة ذلك سبيكة النحاس والزنك وكذلك سبيكة الذهب والفضة ذات التركيب البلورى (FCC) وكذلك سبيكة المولبيدنيم تانجستين ذات التركيب البللورى (BCC).

##### المحلول الجامد بالتغلغل
يحدث عندما تكون ذرة المذاب مساوية لذرة المذيب أو أكبر منها بقيمه صغيره.حيث يتم حشد الذرات في مواقع التغلغل والتي تتسبب في ضغط سندات الذرات المذابه مما يؤدى إلى التشكل. والعناصر الأكثر استخداما لعمل محلول جامد بالتغلغل هي الهيدروجين والليثيوم والصوديوم والنيتروجين والكربون وكذلك الاكسجين.

#### الاليه
كما ذكرنا من قبل فان قوة المادة تعتمد على مدى سهولة حركة الانخلاعات داخل الهيكل البللورى وهذه الانخلاعات تولد مجالات اجهاد تعتمد عليها المادة في خصائصها. عندما تنتشر ذرات المذاب تتولد مجالات اجهاد محليه تتفاعل مع مجالات الإجهاد الناتجة من الانخلاعات فتعوق حركة الانخلاعات وتسبب زياده في اجهاد الخضوع للماده والذي يعنى زياده في الإجهاد الأقصى للماده. ذلك نتيجه لكل من التشوه الشبكى وكذلك معامل التاثير.
عندما تختلف ذرات المذيب والمذاب في الحجم تتولد مجالات اجهاد موضعيه. ونتيجه للموقع النسبى للذرات المذابه فانها تقوم بجذب أو طرد الانخلاعات في المنطقة المحيطة بها وذلك مايسمى بتاثير الحجم. وذلك يجعل الذرات المذابه تقوم بتخفيف اما انفعال الشد أو انفعال الضغط في الشبكة وهذا بدوره يجعل الانخلاعات في حاله ذات طاقه قليله. في المحلول الجامد بالإحلال مجالات الإجهاد تكون متماثله كرويا بمعنى انها لايكون لديها مكونات لاجهاد القص. وعلى هذا النحو فان الذرات المذابه التي تقوم بالإحلال لا تتاثر بخصائص مجالات اجهاد القص للانخلاعات الصفيه. وعلى العكس في المحلول الجامد بالتغلغل فان الذرات المذابه تقوم بعمل تشوه رباعى الزوايا مولده اجهاد قص يمكنه التفاعل مع كل من الانخلاع الصفى والانخلاع الخطى وكذلك الانخلاع المختلط. ان جذب أو طرد مراكز الانخلاعات إلى جزيئات المذاب تزيد الإجهاد الذي يلزم لنشر الانخلاعات في اى اتجاه اخر. وذلك يزيد الإجهاد الذي يتم تطبيقه لتحريك الانخلاعات مما يؤدى لزيادة اجهاد الخضوع.

وتعتمد كثافة طاقة الانخلاعات على متحه بيرجر لها وكذلك معامل موضع الذرات. وعندما يختلف معامل الذرات المذابه عن معامل العنصر المذيب تتغير الطاقة الموضعيه حول الانخلاع وتزيد كمية القوة اللازمة لتحريك الطاقة السابقة وذلك يسمى بمعامل التاثير. في هذه الاثناء في الحالة الخاصة للتشوه الشبكى الفرق في المتغيرات الشبكية يؤدى إلى مجال اجهاد عالى حول ذرات المذاب والتي تعيق حركة الانخلاعات.

#### الاعتبارات الواجب اتخاذها لاختيار ذرات المذاب
كى نحقق تقوية للماده بطريقة المحلول الجامد يجب التسابك مع ذرات المذاب التي لها معامل جساءه اعلى وبالتالى زيادة احهاد القص الموضعى في المادة. وبالاضافه إلى ذلك يجب التسابك مع عناصر مختلفه في الثوابت الشبكية المتزنه. وكلما زاد الفرق في المتغيرات الشبكية تزداد مجالات الإجهاد الموضعيه الناتجة من التسابك.والتسابك مع عناصر ذات معامل جساءه اعلى أو ذات اختلاف شديد في المتغيرات الشبكية سوف يزيد من الصلابة وكذلك ينتج مجالات اجهاد موضعيه. وفي كلتا الحالتين فان نشر الانخلاعات سيكون معاقا في في هذه المواقع، مانعا للتشكل وكذلك يزيد من اجهاد الخضوع ومتناسب مع تركيز المحلول.

وتعتمد طريقة التقوية باستخدام المحلول الجامد على:-

-تركيز الذرات المذابه

-معامل جساءة الذرات المذابه

-حجم الذرات المذابه

-تكافؤ الذرات المذابه (للمواد الايونيه)

### التصلب بالغمر
التصلب بالغمر ويسمى أيضا تصلب مع مرور الزمن. وهي تقنيه المعالجة الحرارية المستخدمة في زيادة قوة الخضوع في المواد اللينة. تشمل في ذلك معظم السبائك الهيكليه من الالومنيوم والماغنسيوم والنيكل والتيتانيوم والصلب المقاوم للصدأ. لأنه يعتمد على التغييرات في الذوبان الصلب مع الحرارة لإنتاج جسيمات دقيقه في مرحلة الشوائب. التي تعوق حركة الاضطرابات، أو عيوب في هيكل البللورة.حيث ان هذه الانخلاعات غالبا ما تكون مسيطرة على حاملات اللدونة، وهذا يخدم تصلب المواد. والشوائب تلعب نفس الدور كا جسيم مواد خاضعه في جسيم مواد مركبه مقوى. تماماً مثل تشكيل الثلج في الهواء ينتج الغيوم أو ثلوج أو برد وهنا يتوقف على تاريخ الحرارية لجزء معين من الغلاف الجوى. وترسيب المواد الصلبة يمكن ان ينتج العديد من الإحجام المختلفة من الجسيمات. التي لها خصائص مختلفة جذرياً. خلافا للخلط العادى. ولذلك يجب أن تبقى السبائك عند درجة حرارة مرتفعة لعدة ساعات لسماح حدوث الترسيب. وهذا ما يسمى تأخير الوقت تصلد بمرور الزمن.
لاحظ ان اتنين مختلفين من المعالجات الحرارية التي تشتمل على رواسب يمكن أن يغير من قوة المادة. حَل المعالجة الحرارية وترسيب المعالجة الحرارية.
حل التقوية الصلبة يشتمل على تشكيل مرحله واحدة صلبه عن طريق التبريد. إن المعالجة الحرارية بالغمر تشتمل على إضافة جزيئات الشوائب لزيادة قوة المادة.
-طاقة حركية مقابل ديناميكا حرارية:
هذا الإسلوب يستغل ظاهرة التشبع، ويشتمل على توازن دقيق من القوة الدافعة والتصلب، وتفعيل الطاقة الحرارية المتاحة للعمليات على حد سواء مرغوب فيه أو غير مرغوب فيه.
.. إن التنوى يحدث عن درجة حرارة مرتفعة نسبيا (غالباً ما تكون اقل بقليل من الحد الأقصى للذوبان). وبذلك حاجز من سطح الطاقة الحركية يمكن بسهولة التغلب عليها والحد الأقصى لعدد جزيئات يمكن أن تشكل راسب.
.. الاعتماد الأٌسِى ما بين درجة الحرارة والانتشار يعمل على تقوية الترسيب. كما الحال في كل المعالجات الحرارية. وهي عملية دقيقة إلى حد ما. وهي إما ان تكون تعمل على انتشار القليل جدا.ولهذا تكون الجزيئات صغيرة جدا لعرقلة الاختلالات على حد فعال. أو كثيرا جدا ولهذا سوف تكون الجزيئات كبيرة جدا ومتناثرة على التفاعل مع غالبية الاضطرابات.

#### تصميم السبيكة
إن التقوية بالغمر ممكنة إذا كان خط ذوبان اللب ينحدر بقوة نحو المركز في الرسم التخطيطى. في حين أن كميه كبيرة من الجزيئات المترسبة غير مرغوب فيها، ولذلك يجب إضافة كمية صغيرة بما يكفى للعنصر المسبوك التي لا تزال قابلة للذوبان بسهولة في بعض درجات الحرارة المناسبة للصلب.
إن العناصر المستخدمة في التقوية بالغمر نموذجيا هما الالومنيوم وسبائك التيتانيوم الذين يشكلان حوالى 10% من تكوينها. في حين أن السبائك الثنائية أكثر سهولة بوصفها ممارسة اكاديميه، والسبائك التجارية غالبا ما تستخدم ثلاث عناصر في عملية التقوية بالغمر، مثل المكونات الومنيوم (ماغنسيوم، نحاس), وتيتانيوم (ألومنيوم، فانديوم). ولكن ربما عدد كبير من المكونات الأخرى تكون غير مقصودة، ولكن حميدة، أو قد تضاف لاغراض أخرى مثل تكرير الحبوب أو مقاومة للتاّكل. وهذا في بعض الحالات مثل العديد من سبائك الالومنيوم، التي حققت زيادة في القوة على حساب المقاومة للتاّكل.
إن إضافة كمية كبيرة من النيكل والكروم الازمة لمقاومة التاّكل في الصلب المقاوم للصدأ يعنى أن التصلب التقليدى والتقسية اساليب ليست فعالة.ومع ذلك إن رواسب الكروم والنحاس وعناصر أخرى يمكن أن تعمل على تقوية الصلب بواسطة كميات مماثلة بالمقارنة مع التصلب والتقسية.ولهذا يمكن تصميم القوة على طريق ضبط عملية الصلب، مع انخفاض درجة الحرارة الاولية يؤدى إلى ارتفاع القوة. ولذلك فان خفض درجة الحرارة الاولية يؤدى إلى زيدة القوة الدافعة للتنوى.وزيادة القوة الدافعة يعنى المزيد من مواقع التنوى، والمزيد من المواقع، يعنى المزيد من الاماكن المخصصة للانخلاعات إلى أن تتعطل في حين أن الجزء النهائى قيد الاستخدام.
إن نظم العديد من السبائك تسمح ان يتم ضبط درجة الحرارة للتصلد مع مرور الزمن .على سبيل المثال، يتم الاحتفاظ ببعض سبائك الالومنيوم التي استخدمت لصنع المسامير لبناء الطائرات في الثلج الجاف من المعالجة الحرارية الاولية حتى يتم تثبيتها في هيكل.بعد ان يُشَكل على النوع من المسامير في الشكل النهائى، يحدث التصلد مع مرور الزمن في درجة حرارة الغرفة ويعمل على زيادة القوة. وارتفاع درجات الحرارة في التصليد يمثل خطر زيادة التقسية على اجزاء أخرى من الهيكل، وتتطلب تكلفة المعالجة الحرارية ما بعد التجميع.وارتفاع درجة حرارة التصليد يعزز الترسيب لكن تنمو بسرعه أيضا.

#### نظرية
ان الأنواع الرئيسية للتصلب بالغمر هي جسيمات المرحلة التانية. هذه الجسيمات تعوق حركة الانخلاعات في جميع انحاء الهيكل البللورى. يمكنك تحديد ما إذا كان جسيمات المرحلة التانية سوف تترسب من الخط المائل في مرحلة الرسم التخطيطى للجسيمات.مادياً، يمكن أن يعزى هذا التأثير إلى تقوية كل من حجم وتأثير المعامل، وبينية وطاقة السطح.
إن وجود جزيئات المرحلة التانية غالبا ما يؤدى إلى وجود تشوهات في الهيكل البللورى.وهذه التشوهات في الهيكل البللورى تنتج عندمما تكون الجزيئات المترسبة تختلف في الهيكل وحجم البللورات من الذرات المضيفة. إن الجسيمات الصغيرة التي تترسب في الهيكل البلورى للذرات المضيفة تؤدى إلى اجهاد الشد، في حين أن الجسيمات الكبيرة التي تترسب تؤدى إلى اجهاد الضغط.
إن عيوب الانخلاعات تعمل على خلق مجال للإجهاد. فوق هذه الانخلاعات يوجد إجهاد ضغط وأسفله يوجد اجهاد شد. وبناءً على ذلك، هناك طاقة تفاعل سلبى بين الانخلاعات والترسيب لكليهما على التوالى بسبب الضغط واجهاد الشد والعكس بالعكس. وبعبارة أخرى، سيتم جذب الانخلاعات إلى الراسب .وباإضافة إلى ذلك، هناك طاقة التفاعل الايجابى بين الاضطرابات والترسيب وهي التي لديها نفس النوع من مجال الإجهاد . وهذا يعنى أن الاضطرابات سيتم رفضها بواسطة الراسب.
إن جسيمات الراسب تعمل أيضا على تغيير صلابة المادة. والانخلاعات يتم رفضها بواسطة المناطق الأعلى صلابة. ومع هذا في المقابل إذا كان الراسب يتسبب في ان تكون المادة متوافقة أكثر محليا، فإنه سيتم جذب الانخلاعات إلى هذه المنطقة.
أيضاً قد يؤدى الانخلاع إلى قطع في الجسيم المترسب .وهذا التفاعل يسبب زيادة في مساحة سطح الجسيم. وهذه تأتِى من
A=2πrb
حيث r هي نصف القطر للجسيمات، b هو مقدار متجه بيرجر، والزيادة الناتجة هي طاقة السطح
E=2πrbγs
حيث γs هي طاقة السطح. ويمكن أيضا للانخلاع أن ينحنى حول الجسيم الراسب.

#### المعادلات
هناك نوعان من المعادلات اللذان يستخدمان لوصف الاّليتين للتصلب بالغمر.

```
الانخلاعات تمر عبر الجسيمات:
```

```
 
τ=π.r.γ/bL
```

حيث أن Tهى قوة المادة. rنصف قطر جسيم المرحلة التانية. γ طاقة السطح. b مقدار متحه بيرجر. L التباعد بين النقاط المعلقة. وهذه المعادة توضح أن القوة تتناسب مع r قطر الجسيمات المترسبة. وهذا يعنى أنه من الأسهل للإضطرابات أن تقطع المادة مع جسيمات مرحلة ثانية اضغر (r اصغر). ويزداد حجم الجسيمات في المرحلة التانية، إن الجسيمات تعوق حركة الانخلاعات ويصبح من الصعب على نحو متزايد للجسيمات أن تقطع المادة.وبعبارة أخرى، إن قوة المادة تزداد مع زيادة القطرr.

```
انحناءالانخلاعات حول الجزيئات:
```

```
 
τ=G.b/L-2r
```

### التقوية عن طريق حدود الحبيبات

#### التعريف
هي عبارة عن روابط بين سطح البللورات والتي تربط الذرات عندما يحدث تشكيل بللوري للسبائك وتتحول إلى اشكال جديدة (كما يحدث اثناء التبريد)وتظهر على حدود الشكل البللوري وهو الموقع المفضل لها ويحدث تدهورات مثل تكسير وتقصف في الشكل البللوري الجديد ويحدث تقريبا عند حدود الحبيبات.
الرابطة تشير إلى المساحة الخارجية من الحبيبات والتي تفصل هذه الحبيبة عن باقي الحبيبات الموجودة في الشكل البللوري.
الرابطة عبارة عن منطقة غير متطابقة بين هذه الحبيبات وتكون دائما عبارة عن واحدة من ثلاث ذرات ذات اقطار واسعة وتفصل الاشكال المختلفة البللورية عن بعضها وذلك في حالة ان تكون هياكل الكريستال متطابقة.
حجم هذه الحبيبات يحدد خصائص المعدن وعلى سبيل المثال:
حجم الحبة عندما يكون صغيرا يزيد قوة الشد ويؤدي إلى زيادة الممطولية اما حجم الحبة عندما يكون كبيرا يكون مفضلا لأنها تزيد وترفع خصائص مثل الزحف ودرجة الحرارة.
والزحف عبارة عن التشكل المسموح به والذي يزداد مع الوقت عندما يتعرض لحمل ثابت أو اجهاد والزحف يصبح تدريجيا أسهل مع زيادة درجة الحرارة.
من النادر استخدام هذه الروابط بين الحبيبات والتي تحتوي على ذرات وهذه الحبيبات تزعج هذه الذرات في مواقعها الشبكية ويحدث الانزلاقات وتوجد الشوائب التي تذهب إلى الرابطة الاقل طاقة في هذا الشكل البللوري.
تتم معالجة هذه الرابطة معالجة هندسية حيث تستخدم كواجهة لقطع أي شكل بللوري وتقسيمه إلى جزئين جزء منهم يتم تدويرة.
نحن نرى انه يوجد خمسة متغيرات مطلوبة وذلك لتحديد الحبيبة الرابطة، أول وتاني متغيرين ياتيان من متجة الوحدة وهو الذي يحدد محور الدوران، وثالث متغير هو الذي يحدد زاوية دوران هذه الحبيبة الرابطة، وآخر متغيرين يحددان مستوى هذه الحبيبه الرابطة ومتجة الوحدة واتجاهه عمودي على هذا المستوى.
الحبيبات الرابطة تعطل حركة النزوح خلال المادة ويتم عرقلة النزوح أو عرقلة التفكك عن طريق الإجهاد الناشئ من الحبيبات الرابطة في المنطقة المؤثر عليها الإجهاد وأيضا لنقص انزلاق المستويات والاتجاهات والتي تحاذي هذه الحبيبات الرابطة.
تقليل حجم الحبيبة هي الطريقة الشائعة لتحسين القوة وذلك غالبا بدون خسارة في المتانة وذلك بسبب الحبيبات الصغيرة والتي تخلق عوائق لكل وحدة مساحة لمستوى الانزلاق.

#### علاقة بين حجم الشكل البللوري وقوته. (Hall Petch equation)
الطاقة البينية العالية والرابطة الضعيفة نسبيا في الحبيبة الرابطة تجعلها أفضل مواقع لبداية التآكل وترسيب لانواع جديدة من الصلب.
نزوح الحبيبة الرابطة يلعب دور مهم في العديد من آليات الزحف وهذا النزوح يحدث عندما يؤثر اجهاد القص على الحبيبة الرابطة أو على مستواها ويسبب في انزلاق الحبيبات وهذا يعني ان المواد الجيدة بالطبع لديها مقاومة فقيرة للزحف وخاصة عند درجات الحرارة العالية وذلك لان الحبيبات الصغيرة تحتوي زيادة عدد الذرات في مواقع هذه الحبيبات الرابطة.

#### نزوح الحبيبة الرابطة
معدل تصميم هذه الخطوة يعتمد على الزاوية بين حبيبتين قريبتين من بعضهما.
- عندما تكون الزاوية صغيرة بين الحبيبتين الرابطتين، معدل النزوح يعتمد على انتشار الفراغ بين الذرات أو الحبيبات.
- عندما تكون الزاوية كبيرة بين الحبيبتين الرابطتين، معدل النزوح يعتمد على الذرة التي تنتقل بواسطة ذرة أخرى والتي تقفز من الانكماشالى الحبيبات النامية.

الروابط بين الحبيبات سعتها تكون مانومترات قليلة، وفي المواد الشائعة الاشكال البللورية تكون كبيرة إلى حد ما مما يمكن الروابط بين الحبيبات ان تنشأ وذلك عندما يحدث كسر صغير في المادة، ومع ذلك احجام الحبيبات الصغيرة جدا تكون جيدة وتحقق الإنجاز.
في حدود الاشكال البللورية الصغيرة، حجم الكسر في الروابط بين الحبيبات يصل إلى 100% والمادة تتوقف عن الحصول على أي شخصية بللورية وبعد ذلك تصبح مادة غير متبللورة.
الروابط بين الحبيبات أيضا تمثل ميدان جذاب للمواد الجاذبة ومثال على ذلك:
القرص الصلب في الكمبيوتر يتم صنعه من مادة صلبة مغناطيسية والذي يحتوي مناطق من الذرات والعزوم المغناطيسية والتي يتم إعادة ترتيبها عن طريق الحث الرئيسي فالمغناطيسية تختلف من منطقة لاخرى.
الاختلال بين هذه المناطق من الروابط هي عبارة عن المفتاح لتخزين المعلومات، والحث الرئيسي يقيس توجيه العزوم المغناطيسية في هذه المناطق وكما انها يتم قرائتها اما 0 أو 1 وهذه المعلومات الصغيرة هي عبارة عن المعلومات التي من الممكن قرائتها.
حجم الحبيبة مهم في التكنولوجيا وذلك لانها تحدد عدد المعلومات التي من الممكن ان يحتويها هذا القرص الصلب وكلما كانت حجم الحبيبات صغير كلما زادت كمية المعلومات المخزنة .
خطورة الروابط بين الجزيئات:
معظم القفزات التكنولوجية والتقدم التكنولوجي تم على قدر الإمكان المسموح به لتقليل خطورة الروابط بين الحبيبات والتي تؤثرفي المواد مثل السبائك العالية في ريشة التربينة.
النتيجة كانت عملية التجميد الاتجاهية والتي فيها الروابط بين الحبيبات هي العامل الرئيسي في هذه العملية عن طريق إنتاج اشكال عمودية للحبيبات والتي تكون موازية لحدود الشكل البللوري لمادة الريشة، والاتجاه الافقي لاجهاد الشد هو الذي يظهر في الريشة اثناء حركتها في الطائرة والريش الموجودة في التربينة تتكون من حبيبة واحدة والتي تحسن الموثوقية ويمكن الاعتماد عليها.
- عموما، الاشكال البللورية لا تسخن بدرجة عالية لانها سوف تذوب في الحال وذلك عندما يتم احضارها إلى درجة حرارة عالية وهذا يحدث عندما تكون الحبيبات بين الروابط غير متبلورة ويتم حفظها كانها نقاط مركزة في شكل السائل وعلى النقيض إذا لم يوجد صلب مركز حاضر كالسائل الذي يتم تبريده بدرجة عالية وهذا غير مرغوب به في المواد الميكانيكية لذلك مصممي السبائك غالبا يأخذوا حذرهم ضد ذلك.

## وصلات خارجية
Dieter, G.E., Mechanical metallurgy, 1988, SI metric edition,
McGraw-Hill, ISBN 0-07-100406-8.
www.composite-bydesign.com

www.mdi.espci.fr

www.mtm.kuleuven.ac.be